# Тест ассоциативности
Тест ассоциативности — проверка бинарной операции на ассоциативность. Наивная процедура проверки, заключающаяся в переборе всех возможных троек аргументов операции, требует {\displaystyle O(n^{3})} времени, где {\displaystyle n} — размер множества, над которым определена операция. Ранние тесты ассоциативности не давали асимптотических улучшений по сравнению с наивным алгоритмом, однако позволяли улучшить время работы в некоторых частных случаях. Например, Роберт Тарьян в 1972 году обнаружил, что предложенный в 1949 году тест Лайта позволяет выполнить проверку за {\displaystyle O(n^{2}\log n)}, если исследуемая бинарная операция обратима (задаёт квазигруппу). Первый вероятностный тест, улучшающий время работы с {\displaystyle O(n^{3})} до {\textstyle O(n^{2}\log \delta ^{-1})}, был предложен в 1996 году Шридхаром Раджагопаланом и Леонардом Шульманом. В 2015 году был предложен квантовый алгоритм, проверяющий операцию на ассоциативность за время {\textstyle O(n^{10/7})}, что является улучшением по сравнению с поиском Гровера, работающим за {\textstyle O(n^{3/2})}.

## Постановка задачи
Дана таблица размера {\displaystyle n\times n}, описывающая замкнутую операцию {\displaystyle \cdot :G\times G\mapsto G} на множестве {\displaystyle G} размера {\displaystyle n}, то есть операция {\displaystyle \cdot } задана своей таблицей Кэли, а {\displaystyle G} вместе с данной операцией образует магму. Необходимо проверить, что для любых {\displaystyle a,b,c\in G} выполнено {\displaystyle a\cdot (b\cdot c)=(a\cdot b)\cdot c} (другими словами, операция ассоциативна). Любой детерминированный алгоритм, решающий данную задачу, потребует не менее {\displaystyle O(n^{2})} времени, так как каждая ячейка таблицы Кэли должна быть считана хотя бы раз. Полный перебор всех троек {\displaystyle a,b,c} с проверкой того, что равенство выполняется для каждой тройки, требует {\displaystyle O(n^{3})} времени.

## Мотивация
Проверка ассоциативности — одна из естественных задач, возникающих при работе с таблицами Кэли различных операций. В частности, такая проверка реализована в системах компьютерной алгебры GAP и Maple. В наиболее общем случае, существуют операции, для которых все тройки, кроме одной, являются ассоциативными — примером такой операции на {\displaystyle n\geq 3} элементах служит операция {\displaystyle \cdot }, такая что {\displaystyle 1\cdot 2=2}, а для всех остальных элементов {\displaystyle a\cdot b=3}. Её единственной неассоциативной тройкой является {\displaystyle 1,1,2}, так как {\displaystyle 1\cdot (1\cdot 2)=1\cdot 2=2\neq 3=3\cdot 2=(1\cdot 1)\cdot 2}. Из-за существования таких операций может сложиться впечатление, что проверка ассоциативности потребует обработки всех возможных троек и потому асимптотическое улучшение времени работы алгоритма невозможно. По этой же причине наивный вероятностный алгоритм, проверяющий ассоциативность случайным образом выбранных троек, потребует {\displaystyle O(n^{3})} проверок, чтобы гарантировать достаточно низкую вероятность ошибки. Однако предложенный Раджагопаланом и Шульманом алгоритм показывает, что эта оценка может быть улучшена, и служит наглядным примером того, как вероятностные алгоритмы могут справляться с задачами, которые выглядят трудными для детерминированных алгоритмов — по состоянию на 2020 год детерминированные алгоритмы, решающие данную задачу за субкубическое время, неизвестны.

## Тест Лайта
В 1961 году Альфред Клиффорд и Гордон Престон опубликовали в книге «Алгебраическая теория полугрупп» тест ассоциативности, сообщённый одному из авторов доктором Лайтом в 1949 году. Алгоритм заключается в рассмотрении для каждого {\displaystyle g\in G} операций {\displaystyle x\star _{g}y=x\cdot (g\cdot y)} и {\displaystyle x\circ _{g}y=(x\cdot g)\cdot y}. По определению, операция {\displaystyle \cdot } ассоциативна если и только если {\displaystyle \star _{g}=\circ _{g}} (таблицы Кэли операций совпадают) для всех {\displaystyle g\in G}. Лайт обратил внимание, что если {\displaystyle G=\langle S\rangle }, то есть у {\displaystyle G} есть порождающее множество {\displaystyle S}, то проверку достаточно произвести лишь для {\displaystyle g\in S}.

Если в определениях выше {\displaystyle \star _{a}=\circ _{a}} и {\displaystyle \star _{b}=\circ _{b}}, то {\displaystyle \star _{a\cdot b}=\circ _{a\cdot b}}.

Пусть {\displaystyle (x\cdot a)\cdot y=x\cdot (a\cdot y)} и {\displaystyle (x\cdot b)\cdot y=x\cdot (b\cdot y)} для всех {\displaystyle x,y\in G}. Тогда {\displaystyle x\cdot ((a\cdot b)\cdot y)=x\cdot (a\cdot (b\cdot y))=(x\cdot a)\cdot (b\cdot y)=((x\cdot a)\cdot b)\cdot y=(x\cdot (a\cdot b))\cdot y}. ■
В худшем случае (например, для операции максимума) наименьшее порождающее множества магмы может состоять из {\textstyle n} элементов, потому тест придётся провести для всех элементов {\textstyle G}, что займёт {\textstyle O(n^{3})} времени. В 1972 Роберт Тарьян обратил внимание на то, что тест Лайта может быть эффективен для проверки того, задаёт ли заданная операция группу. Это связано с тем, что для некоторых особых типов операций, в том числе операций, удовлетворяющих групповой аксиоме наличия обратного элемента, всегда можно выделить порождающее множество небольшого размера.

Пусть в {\displaystyle G} любое уравнение вида {\displaystyle a=b\cdot x} имеет единственное решение {\displaystyle x} (то есть {\displaystyle G} — квазигруппа). Тогда в {\displaystyle G} можно выделить порождающее множество {\displaystyle S} размером не больше {\displaystyle \lfloor \log _{2}n\rfloor +1}.

Пусть {\displaystyle T\subset G} — некоторое подмножество {\displaystyle G}, такое что {\displaystyle G\neq \langle T\rangle } и {\displaystyle b\in G\setminus \langle T\rangle }. Тогда, в силу того, что {\displaystyle (G,\cdot )} квазигруппа, {\displaystyle \vert \langle T\cup \{b\}\rangle \vert \geq 2\vert \langle T\rangle \vert }, так как все элементы вида {\displaystyle t\cdot b} для {\displaystyle t\in \langle T\rangle } различны и не содержатся в {\displaystyle \langle T\rangle }. Таким образом, последовательное добавление в {\displaystyle T\neq \varnothing } элементов вида {\displaystyle b\in G\setminus \langle T\rangle } может быть произведено не более {\displaystyle \log _{2}\vert G\vert } раз. ■
По определению, {\displaystyle G} является квазигруппой если и только если её таблица Кэли представляет собой латинский квадрат, что может быть проверено за время {\textstyle O(n^{2})}. Применение к квазигруппе описанной выше процедуры позволяет в свою очередь детерминированно проверить, является ли {\displaystyle G} группой, за {\displaystyle O(n^{2}\log n)}.

## Тест Раджагопалана — Шульмана
Первым субкубическим тестом стал алгоритм типа Монте-Карло, предложенный в 1996 году Шридхаром Раджагопаланом из Принстонского университета и Леонардом Шульманом из Технологического института Джорджии. Предложенная ими процедура требует {\displaystyle O(n^{2}\log \delta ^{-1})} времени, где {\displaystyle \delta } — наибольшая допустимая вероятность ошибки.

### Алгоритм
Алгоритм использует группоидную алгебру {\displaystyle \mathbb {Z} _{2}[G]} — линейное пространство (алгебру) над двухэлементным полем {\displaystyle \mathbb {Z} _{2}} размерности {\displaystyle n}, базисные векторы {\displaystyle v_{g_{1}},\dots ,v_{g_{n}}} которого соответствуют всем различным элементам магмы {\displaystyle g_{1},\dots ,g_{n}}. Векторы такого пространства имеют вид
{\textstyle A=a_{g_{1}}v_{g_{1}}+a_{g_{2}}v_{g_{2}}+\dots +a_{g_{n}}v_{g_{n}}=\sum \limits _{g\in G}a_{g}v_{g}}, где {\displaystyle a_{g}\in \mathbb {Z} _{2}.}
Для них определена операция суммы
{\textstyle A+B=\sum \limits _{g\in G}(a_{g}\oplus b_{g})v_{g}}, где {\displaystyle \oplus } обозначает сложение {\displaystyle a_{g}} и {\displaystyle b_{g}} в {\displaystyle \mathbb {Z} _{2},}
а также операция произведения
{\textstyle A\cdot B=\sum \limits _{x,y\in G}a_{x}b_{y}v_{x\cdot y}=\sum \limits _{g\in G}(\bigoplus \limits _{x\cdot y=g}a_{x}b_{y})v_{g}}, где {\displaystyle a_{x}b_{y}} обозначает произведение {\displaystyle a_{x}} и {\displaystyle b_{y}} в {\displaystyle \mathbb {Z} _{2}.}
Произведение векторов в такой алгебре становится более интуитивным, если считать, что для любой пары базисных векторов оно определено как {\displaystyle v_{x}\cdot v_{y}=v_{x\cdot y}}, а произведение любой другой пары векторов получается «раскрытием скобок» и перегруппировкой слагаемых. Например, для {\displaystyle G=\{p,q,r\}} произведение имеет вид
{\displaystyle A\cdot B=(a_{p}v_{p}+a_{q}v_{q}+a_{r}v_{r})\cdot (b_{p}v_{p}+b_{q}v_{q}+b_{r}v_{r})=a_{p}b_{p}(v_{p}\cdot v_{p})+a_{p}b_{q}(v_{p}\cdot v_{q})+\dots +a_{r}b_{r}(v_{r}\cdot v_{r}),}
а при подстановке {\displaystyle v_{x}\cdot v_{y}=v_{x\cdot y}} получается выражение, соответствующее общему определению. Для определённой таким образом алгебры имеет место следующая лемма:

Операция исходной магмы ассоциативна если и только если {\displaystyle A\cdot (B\cdot C)=(A\cdot B)\cdot C} для любых {\displaystyle A,B,C\in \mathbb {Z} _{2}[G]}. Если операция не ассоциативна, то вероятность того, что указанное равенство будет выполнено для случайной равномерно выбранной тройки {\displaystyle a,b,c}, не превосходит {\textstyle {\frac {7}{8}}}.

Для проверки ассоциативности выбираются случайные {\displaystyle A,B,C\in \mathbb {Z} _{2}[G]}, для которых проверяется {\displaystyle A\cdot (B\cdot C)=(A\cdot B)\cdot C}. Такая проверка может быть осуществлена за время {\displaystyle O(n^{2})}, а для достижения вероятности ошибки, не превосходящей {\displaystyle \delta }, достаточно сделать {\displaystyle \log _{8/7}\delta ^{-1}} проверок, что даёт общее время работы {\textstyle O\left(n^{2}\log \delta ^{-1}\right)}.

### Произвольные операции
Подход Раджагопалана и Шульмана может быть обобщён для проверки тождеств общего вида при условии, что каждая переменная встречается ровно один раз в левой и правой части тождества.
Для примера можно рассмотреть множество {\displaystyle G}, на элементах которого заданы три операции: «объединение» {\displaystyle a\cup b}, «пересечение» {\displaystyle a\cap b} и «дополнение» {\displaystyle {\bar {a}}}. Необходимо проверить, что {\displaystyle {\overline {a\cap (b\cup c)}}={\overline {a}}\cup ({\overline {b}}\cap {\overline {c}})}. Для этого можно рассмотреть индуцированные на {\displaystyle \mathbb {Z} _{2}[G]} операции
{\textstyle A\cup B=\sum \limits _{g\in G}\left(\bigoplus \limits _{x\cup y=g}a_{x}b_{y}\right)g}, {\textstyle A\cap B=\sum \limits _{g\in G}\left(\bigoplus \limits _{x\cap y=g}a_{x}b_{y}\right)g} и {\displaystyle {\bar {A}}=\sum \limits _{g\in G}{\bar {a}}_{g}g}
и проверить, что для этих операций в {\displaystyle \mathbb {Z} _{2}[G]} верно {\displaystyle {\overline {A\cap (B\cup C)}}={\overline {A}}\cup ({\overline {B}}\cap {\overline {C}})}. В наиболее общем виде процедура может быть охарактеризована следующей теоремой:

Пусть {\displaystyle D_{1},\dots ,D_{k}} — конечные множества, а {\displaystyle \circ _{1},\dots ,\circ _{m}} — набор операций, определённых над конечными декартовыми произведениями этих множеств, таких что операция {\displaystyle \circ _{j}} определена на множестве {\displaystyle D_{\sigma (j,1)}\times \dots \times D_{\sigma (j,c_{j})}}, где {\displaystyle c_{j}} — арность операции {\displaystyle \circ _{j}}. Тогда проверка на истинность составленного из этих операций тождества, такого что каждая переменная встречается в левой и правой его частях ровно один раз, может быть выполнена за время {\displaystyle O(2^{k}lM\log \delta ^{-1})}, где {\textstyle M=\max _{j}\left(\vert D_{\sigma (j,1)}\vert \cdot \ldots \cdot \vert D_{\sigma (j,c_{j})}\vert \right)} — наибольший возможный размер области определения {\displaystyle \circ _{j}}, {\displaystyle l} — суммарное число использованных в тождестве операций, {\displaystyle k} — суммарное число переменных, {\displaystyle \delta } — наибольшая допустимая вероятность ошибки.

В случае {\displaystyle |D_{1}|=\dots =|D_{k}|=n} операция {\displaystyle \circ _{j}} имеет область определения размера {\displaystyle n^{c_{j}}}, в связи с чем {\displaystyle M=n^{\max c_{j}}} и вычислительная сложность процедуры приобретает вид {\displaystyle O(2^{k}ln^{\max c_{j}}\log \delta ^{-1})}, в то время как наивная проверка потребовала бы {\displaystyle O(ln^{k})} операций.
Данный результат может быть улучшен, если вместо {\displaystyle \mathbb {Z} _{2}[G]} рассматривать алгебру {\displaystyle \mathbb {Z} _{p}[G]} для простого числа {\displaystyle p>k}. В таком случае, по лемме Шварца — Зиппеля, вероятность опровержения неверного тождества за одну итерацию может быть улучшена с {\textstyle {\frac {1}{2^{k}}}} до {\textstyle 1-{\frac {k}{p}}}, что при {\displaystyle p\sim (1+\varepsilon )k} соответствует константной вероятности {\textstyle {\frac {\varepsilon }{1+\varepsilon }}} и позволяет улучшить время работы до {\displaystyle O(lM\log \delta ^{-1})}.

### Поиск свидетеля нетождественности
Алгоритм может быть модифицирован для нахождения конкретного набора переменных, на которых тождество не выполняется. Для примера, можно рассмотреть поиск неассоциативной тройки {\textstyle (a,b,c)} за время {\textstyle O\left(n^{2}\log n\log \delta ^{-1}\right)}. Пусть для некоторых {\displaystyle A,B,C\in \mathbb {Z} _{2}[G]} известно, что {\displaystyle A\cdot (B\cdot C)\neq (A\cdot B)\cdot C}. Данным элементам можно сопоставить тройку {\displaystyle A',B',C'}, такую что если {\displaystyle a_{i}=0}, то {\displaystyle a_{i}'} также равно {\displaystyle 0}, а если {\displaystyle a_{i}=1}, то {\displaystyle a_{i}'} выбирается случайным образом между {\displaystyle 0} и {\displaystyle 1} (аналогично для {\displaystyle b_{i}'} и {\displaystyle c_{i}'}). Для вероятности того, что {\displaystyle A'\cdot (B'\cdot C')\neq (A'\cdot B')\cdot C'}, будет всё ещё верна оценка снизу {\textstyle {\frac {1}{8}}}, потому процедуру можно повторять до тех пор, пока каждый из элементов {\displaystyle A',B',C'} не будет иметь единицу лишь в одной из позиций, что будет соответствовать искомой неассоциативной тройке в {\displaystyle G}.